# Top Zehn
Top Zehn (Eigenschreibweise: TopZehn) war  ein deutscher YouTube-Kanal von Mediakraft Networks. Im Kanal werden Top-Ten-Listen zu verschiedenen Themen präsentiert, meist mit der Stimme von Robert alias Rob Zehn.

## Entstehung und Produktion
Der Kanal existierte seit dem 24. Juli 2012 und stellte das deutsche Pendant zum Kanal Alltime10s dar, einem Format der britischen Produktionsfirma Diagonal View. Der Autor und Host Rob Zehn arbeitet dabei im Wesentlichen am englischen Original, dazu werden auch eigene Themen speziell das deutsche Publikum gewählt und oft wurde auch gemeinsames Material verwendet. Wöchentlich wurden aktuell zwei Folgen produziert und veröffentlicht.
In den ersten Folgen wurden die Fakten lediglich eingeblendet; seit dem Video „10 merkwürdige Allergien“ präsentiert Rob Zehn die Fakten mündlich per Off-Kommentar. Grund für die Einführung einer Off-Stimme war, dass das deutsche Publikum eine Persönlichkeit und eine Stimme hinter den Videos haben wolle, mit der es sich identifizieren könne.
Im Gegensatz zu den meisten anderen YouTubern hat Rob Zehn zuvor beim Fernsehen gearbeitet, so als Kameramann, Editor sowie Autor in einer Produktionsfirma, welche für das ZDF und das japanische Fernsehen arbeitete. Außerdem ist Rob Zehn ausgebildeter Synchronsprecher. Er studierte Fernsehproduktion an der Medienakademie Rügen und bezeichnete sich selbst als wahrscheinlich ersten festangestellten YouTuber in Deutschland.
2014 war Top Zehn mit dem Video „Die 10 unheimlichsten Orte der Welt“ für den Webvideopreis in der Kategorie FYI nominiert. Die Kategorie gewann jedoch Rocket Beans TV.
Im Mai 2014 erweiterte Mediakraft die Kooperation mit Diagonal View und startete das erfolgreiche YouTube-Format TopZehn auch auf Niederländisch, Polnisch und Russisch. Laut Broadmark.de war damit erstmals ein YouTube-Format in fünf Sprachen verfügbar. Zuvor hatte Alltime10s auch eine mexikanisch-spanische und eine türkische Version des Formats gestartet. Alle internationale Versionen (bis auf die polnische Version) wurden über die Jahre eingestellt.
Seit Ende 2018 werden keine neuen Videos mehr produziert. Im September 2019 verkündete Rob Zehn auf seiner eigenen Instagram-Seite, dass es bald Neuigkeiten geben werde. Im August 2025 startete Rob Zehn mit seinem Freund Sebastian den Podcast „Mit Menschen endlich klarkommen“.

## Themen
In den Videos ist, wie im britischen Original, viel Footage-Material, sowie abwechslungsreiche Grafik, Animationen und Typografie enthalten. Der Kanal nimmt sich dabei vielen verschiedenen Themengebieten an: Geschichte, Medizin, Science Fiction, Wissenschaft, Tierwelt, Skurriles, Comedy, Entertainment, Essen und Trinken, Verschwörungstheorien, Politik und Gesellschaft. Gelegentlich werden auch tagespolitische Themen aufgenommen.
Das erfolgreichste Video auf dem Kanal trägt den Titel „Die 10 dümmsten Todesfälle“ und hat bereits über 5 Millionen Aufrufe erreicht.